# Hymenoplia oudjdensis
Hymenoplia oudjdensis är en skalbaggsart som beskrevs av Escalera 1934. Hymenoplia oudjdensis ingår i släktet Hymenoplia och familjen Melolonthidae. Inga underarter finns listade i Catalogue of Life.